# Тина (приток Бичи)
Тина — река в России, протекает в Усть-Ишимском районе Омской области. Устье реки находится в 97 км по правому берегу реки Большая Бича. Длина реки составляет 18 км.

## Данные водного реестра
По данным государственного водного реестра России относится к Иртышскому бассейновому округу, водохозяйственный участок реки — Иртыш от впадения реки Ишим до впадения реки Тобол, речной подбассейн реки — бассейны притоков Иртыша от Ишима до Тобола. Речной бассейн реки — Иртыш.
Код объекта в государственном водном реестре — 14010400112115300012144.